# Enetai, Washington
Enetai, Washington (енгл. Enetai) насељено је место без административног статуса у америчкој савезној држави Вашингтон.

## Демографија
По попису из 2010. године број становника је 2.286.
| Група             | 2000.    | 2010.         |
| Белци             | 0 (0,0%) | 1.793 (78,4%) |
| Афроамериканци    | 0 (0,0%) | 98 (4,3%)     |
| Азијати           | 0 (0,0%) | 113 (4,9%)    |
| Хиспаноамериканци | 0 (0,0%) | 93 (4,1%)     |
| Укупно            | 0        | 2.286         |